# Dekanat witebski św. Aleksego
Dekanat witebski św. Aleksego – jeden z dwudziestu jeden dekanatów wchodzących w skład eparchii witebskiej i orszańskiej Egzarchatu Białoruskiego Patriarchatu Moskiewskiego.
Dziekanem jest jerej Władimir Artemienko.

## Parafie w dekanacie[1]
- Parafia św. Kseni Petersburskiej w Słobodzie
  - Cerkiew św. Kseni Petersburskiej w Słobodzie
- Parafia św. Merkurego Smoleńskiego w Tarnym
  - Cerkiew św. Merkurego Smoleńskiego w Tarnym
- Parafia św. Andrzeja w Witebsku
  - Cerkiew św. Andrzeja w Witebsku
- Parafia św. Dymitra Sołuńskiego w Witebsku
  - Cerkiew św. Dymitra Sołuńskiego w Witebsku
  - Cerkiew św. Dymitra Sołuńskiego w Witebsku
- Parafia Ikony Matki Bożej ,,Uzdrowicielka" w Witebsku
  - Cerkiew Ikony Matki Bożej ,,Uzdrowicielka" w Witebsku
  - Cerkiew Ikony Matki Bożej ,,Władająca" w Witebsku (pokój modlitwy)
- Parafia Ikony Matki Bożej ,,Wychowanie" w Witebsku (należąca do diecezjalnego Prawosławnego Obozu Zdrowia Drużba)
  - Cerkiew Ikony Matki Bożej ,,Wychowanie" w Witebsku
- Parafia Ikony Matki Bożej ,,Znak" w Witebsku (szpitalna)
  - Cerkiew Ikony Matki Bożej ,,Znak" w Witebsku
- Parafia Soboru Archanioła Gabriela w Witebsku
  - Cerkiew Soboru Archanioła Gabriela w Witebsku
- Parafia św. Jerzego Zwycięzcy w Witebsku
  - Cerkiew św. Jerzego Zwycięzcy w Witebsku
  - Cerkiew św. Aleksego Moskiewskiego w Witebsku
- Parafia św. Michała Archanioła i Niebiańskich Sił Bezcielesnych w Witebsku
  - Cerkiew św. Michała Archanioła i Niebiańskich Sił Bezcielesnych w Witebsku
- Parafia Świętych Niewiast Niosących Wonności w Witebsku
  - Cerkiew Świętych Niewiast Niosących Wonności w Witebsku
- Parafia św. Tadeusza Twerskiego w Witebsku
  - Cerkiew św. Tadeusza Twerskiego w Witebsku